# Дьячков, Андрей Иванович
Андрей Иванович Дьячков (1921—2006) — советский работник сельского хозяйства, бригадир колхоза «Красное знамя» Ракитянского района Белгородской области, Герой Социалистического Труда.

## Биография
Родился 14 февраля 1921 года в селе Бобрава ныне Ракитянского района Белгородской области.
После окончания семи классов Андрей начал трудовую деятельность в колхозе.
С мая 1941 года служил в Красной Армии, откуда был направлен на фронт Великой Отечественной войны. Окончил войну в 1945 году в звании старшего сержанта 6-й батареи 160-й армейской пушечной артиллерийской бригады.
Демобилизовавшись, вернулся в родное село, работал счетоводом, а с 1947 года — председателем колхоза «Красное знамя» Ракитянского района Курской (с 1954 года — Белгородской) области. В 1954 году, после укрупнения хозяйства, Дьячков был назначен заместителем председателя по животноводству, а с 1956 года — начальником первого производственного участка колхоза. Позже работал бригадиром тракторной бригады колхоза «Красное знамя», с 1976 года был председателем его профкома.
С 1981 года Андрей Иванович находился на пенсии. Жил в родном селе.
Умер 27 мая 2006 года. Похоронен в селе Бобрава Ракитянского района Белгородской области.

## Память
- Портрет Героя Социалистического Труда — Дьячкова А. И. помещен на стенде Аллеи Трудовой славы посёлка Ракитное.[1]

## Награды
- Указом Президиума Верховного Совета СССР от 23 декабря 1976 года за большие успехи, достигнутые во Всесоюзном социалистическом соревновании, проявленную трудовую доблесть при выполнении планов и социалистических обязательств по увеличению производства и продажи государству зерна и других сельскохозяйственных продуктов в 1976 году Дьячкову Андрею Ивановичу присвоено звание Героя Социалистического Труда с вручением ордена Ленина и золотой медали «Серп и Молот».
- Также награждён вторым орденом Ленина (1971), орденами Отечественной войны 2-й степени (1985), Трудового Красного Знамени (1965) и медалями, в числе которых «За боевые заслуги» (1945), «За трудовую доблесть» (1948, 1958), «За оборону Кавказа», «За освобождение Белграда», а также золотой медалью ВДНХ СССР (1970).